# Hasse Breitholtz
Hans "Hasse" Kent Samuel Breitholtz, född 11 februari 1949 i Norrköpings Matteus församling, Östergötlands län, är en svensk TV-chef och skivbolagsdirektör.
Han var medlem i gruppen Landslaget och tävlade ett par gånger i Melodifestivalen 1975 och 1977. Breitholtz inledde sin skivbolagskarriär på EMI Sverige 1979. Tio år senare, 1989, var med och startade skivbolaget BMG Sverige, som han också blev vd för. År 2000 lämnade han Sverige för London där han ledde BMG UK:s digitala satsningar. Han lämnade BMG under 2003 för att arbeta med ett företag kallat Jambarine.
I april 2004 utsågs Breitholtz till vice VD för Modern Times Group där han också var ordförande för svenska TV3 och ZTV. I augusti 2005 utsågs hand till vd för TV3 och ZTV. Under hans tid på denna post lanserades TV6 som ersatte ZTV för de flesta tittare. I augusti 2008 utsågs Manfred Aronsson till ny vd för TV3 och TV6 och Breitholtz återgick till posten som vice vd för MTG.
Han lämnade MTG år 2009 för att återgå till musikbranschen. I mars blev han vd för Sony Music Sverige. Han lämnade Sony 2011.
Breitholtz är far till musikproducenten och den tidigare Idoldomaren Daniel Breitholtz.

## Källhänvisningar
1. 1 2  Sveriges befolkning 2000, Sveriges Släktforskarförbund, 2020, läst: 6 februari 2023.[källa från Wikidata]
2. ↑  Sveriges befolkning
2000:
Breitholtz, Hans Kent Samuel
(1949-02-11)
Försäkringskassan, uttag avseende 20001231 (2014)
3. ↑  ”BMG U.K.'s Breitholtz Takes Charge”. Billboard. 15 juli 2000. https://books.google.se/books?id=-g8EAAAAMBAJ&lpg=PA65&ots=cYwLl6W-Vc&pg=PA65&redir_esc=y#v=onepage&q&f=false.
4. ↑  ”NY VICE VD FÖR MTG”. Modern Times Group. 16 april 2004. Arkiverad från originalet den 23 december 2014. https://web.archive.org/web/20141223004021/http://www.mtg.se/sv/Medier/Pressmeddelanden/NY-VICE-VD-FOR-MTG/.
5. ↑  ”Mark Dennis ny VD på Sony Music”. Musikindustrin. 8 februari  2011. http://www.musikindustrin.se/2011/02/08/skivbolag_mark_dennis_ny_vd_pa_sony_music/.